# Palasport di Bellinzona
Il palazzetto dello sport di via Stefano Franscini, meglio conosciuto come Palasport della Gioventù e Sport, è situato a Bellinzona nel quartiere adibito alla scuola, allo sport e alla cultura della città ed è il principale palazzetto dello sport della città.
Ha una capienza ufficiale di 3000 spettatori ma, non essendo numerati, può arrivare a contenere fino a 4000 spettatori circa, come capitato spesso nei grandi eventi.

## Caratteristiche
L'impianto è caratterizzato da parenti di cemento armato non pitturato con piccole finestrelle per far scorrere la luce all'interno del palazzetto.
All'esterno si trova un campo da basket all'aperto con superficie in asfalto (il cosiddetto Playground) oltre a un campo da rugby e diversi campi da calcio, una pista anulare di pattinaggio in cui all'interno è presente un'area adibita al pattinaggio artistico.
L'interno è costituito da tre diversi settori, dove sono presenti delle divisioni tra curve e tribune, ma con la ristrutturazione del 2007 per ospitare il torneo pre-europeo della Nazionale di basket sono state aggiunte delle poltroncine numerate nella tribuna Ovest. Il palazzetto ospita anche due bar, una tribuna parterre/stampa e presenta un impianto di aria condizionata. Il campo di gioco è in parquet su cui può venire applicato il taraflex per le partite di pallavolo.

## Eventi
Il Palasport è usato prevalentemente per gli incontri di pallavolo e di pallacanestro delle squadre cittadine; attualmente ne fanno uso le scuoe circostanti come palestre scolastiche, la squadra femminile della Pallavolo Bellinzona e, dal 2012, anche la Pallavolo Lugano per disputare gli incontri della CEV Champions League. Inoltre si svolgono annuali competizioni di danza moderna oltre che cerimonie di consegna dei diplomi scolastici.
Il palazzetto può ospitare partite del massimo campionato di pallavolo e le partite del campionato di basket, compresi gli eventi internazionali ufficiali. Per quanto riguarda la pallavolo invece può ospitare soltanto incontri internazionali amichevoli, dopo l'ammonizione ufficiale della FIVB successiva al World Grand Prix femminile: il palazzetto è risultato non idoneo ad incontri ufficiali per via delle ridotte dimensioni del campo per destinazione. I fotografi accreditati infatti si sono dovuti accomodare in tribuna per mancanza di spazio.

## Storia
Costruito ad inizio degli anni novanta per ospitare le partite casalinghe della Pallavolo Bellinzon (la prima squadra di basket sopracenerina ad aver giocato in Serie A), ha in seguito ospitato, dopo il fallimento della squadra maschile, le partite di pallavolo della Pallavolo Bellinzona femminile. Da molti esperti sportivi è riconosciuto come uno dei palazzetti più "caldi" di tutta la Svizzera.
Successivamente si sono svolti anche diversi eventi sportivi, quali le qualificazioni all'EuroBasket 2009, le qualificazioni al World Grand Prix di pallavolo femminile 2010 e diverse finali di Coppa della Lega di basket maschile e femminile.
La sua capienza attuale è di circa 4000 spettatori.